# Сенне Ламменс
Се́нне Ла́мменс (нід. Senne Lammens; нар. 7 липня 2002, Зоттегем) — бельгійський футболіст, воротар клубу «Антверпен».

## Клубна кар'єра

### «Брюгге»
Виступав за юнацькі команди «Бамбрюгге» і «Дендер», після чого 2014 року приєднався до академії «Брюгге». 13 вересня 2020 року дебютував у професіональному футболі в складі фарм-клубу «Клуб НКСТ» в матчі Челледжер Про-ліги проти «Юніона».
17 липня 2021 року дебютував в основному складі «Брюгге» в матчі за Суперкубок Бельгії проти «Генка», допомігши своїй команді здобути перемогу. 25 липня в поєдинку проти «Ейпена» дебютував у бельгійській Про-лізі. Наступний сезон 2022–23 провів, виступаючи за фарм-клуб.

### «Антверпен»
8 червня 2023 року підписав чотирирічний контракт з «Антверпеном». В липні 2023 року в складі команди став Суперкубка Бельгії, але на поле не виходив. 22 жовтня 2023 року дебютував за фарм-клуб «Янг Ред» в матчі Національного дивізіону 1 проти «УРСЛ Візе». 1 листопада дебютував в основному складі «Антверпена» в матчі Кубка Бельгії проти «Льєрса». 7 листопада 2023 року в поєдинку Ліги чемпіонів УЄФА проти «Порту» дебютував у єврокубках.
В сезоні 2023–24 разом з «Антверпеном» дійшов до фіналу Кубка Бельгії, де його команда в підсумку поступилась «Юніону».

## Кар'єра в збірній
Виступав за збірні Бельгії до 15, до 16, до 17, до 18 і до 21 року.
14 березня 2025 року вперше викликаний до збірної Бельгії головним тренером Руді Гарсією для участі в матчах плей-оф Ліги націй УЄФА проти збірної України.

## Статистика виступів
Станом на 10 серпня 2025
| Клуб              | Сезон             | Чемпіонат               | Чемпіонат | Чемпіонат | Кубок | Кубок | Єврокубки | Єврокубки | Інші  | Інші | Всього | Всього |
| Клуб              | Сезон             | Дивізіон                | Матчі     | Голи      | Матчі | Голи  | Матчі     | Голи      | Матчі | Голи | Матчі  | Голи   |
| ----------------- | ----------------- | ----------------------- | --------- | --------- | ----- | ----- | --------- | --------- | ----- | ---- | ------ | ------ |
| Клуб НКСТ         | 2020–21           | Челленджер Про-ліга     | 13        | –32       | —     | —     | —         | —         | —     | —    | 13     | –32    |
| Клуб НКСТ         | 2022–23           | Челленджер Про-ліга     | 11        | –14       | —     | —     | —         | —         | —     | —    | 11     | –14    |
| Клуб НКСТ         | Всього            | Всього                  | 24        | –46       | 0     | 0     | 0         | 0         | 0     | 0    | 24     | –46    |
| Брюгге            | 2021–22           | Про-ліга                | 2         | –3        | 1     | 0     | 0         | 0         | 1     | –2   | 4      | –5     |
| Брюгге            | 2022–23           | Про-ліга                | 0         | 0         | 0     | 0     | 0         | 0         | 0     | 0    | 0      | 0      |
| Брюгге            | Всього            | Всього                  | 2         | –3        | 1     | 0     | 0         | 0         | 1     | –2   | 4      | –5     |
| Янг Редс          | 2023–24           | Національний дивізіон 1 | 2         | –3        | —     | —     | —         | —         | —     | —    | 2      | –3     |
| Антверпен         | 2023–24           | Про-ліга                | 9         | –17       | 6     | –7    | 1         | –2        | 0     | 0    | 16     | –26    |
| Антверпен         | 2024–25           | Про-ліга                | 41        | –52       | 3     | –4    | 0         | 0         | 0     | 0    | 44     | –56    |
| Антверпен         | 2025–26           | Про-ліга                | 3         | –3        | 0     | 0     | 0         | 0         | 0     | 0    | 3      | –3     |
| Антверпен         | Всього            | Всього                  | 53        | –72       | 9     | –11   | 1         | –2        | 0     | 0    | 63     | –85    |
| Всього за кар'єру | Всього за кар'єру | Всього за кар'єру       | 81        | –116      | 10    | –11   | 1         | –2        | 1     | –2   | 93     | –139   |

1. ↑  Матчі в Лізі чемпіонів УЄФА

## Досягнення
«Брюгге»
- Володар Суперкубка Бельгії (2): 2021, 2022[15]

«Антверпен»
- Володар Суперкубка Бельгії: 2023[16]